# Bahnstrecke Dąbrowa Górnicza Strzemieszyce–Dąbrowa Górnicza
| Streckennummer: | 162                  |                                                     |                                                 |
| Streckenlänge: | 9,936 km             |                                                     |                                                 |
| Spurweite: | 1435 mm (Normalspur) |                                                     |                                                 |
| Streckengeschwindigkeit: | 40 km/h              |                                                     |                                                 |
| |                      |                                                     |                                                 |
| \| \| \| von Dąbrowa Górnicza Wschodnia \| \| \| \| \| von Dąbrowa Górnicza Południowa \| \| \| \| 0,000 \| Dąbrowa Górnicza Strzemieszyce (Strzemieszyce Nord) \| 282 m \| \| \| \| nach Sosnowiec Dańdówka u. Sosnowiec Zagórze \| \| \| \| \| von Dąbrowa Górnicza Południowa \| \| \| \| \| Abzweigstelle Dąbrowa Górnicza Huta Katowice \| 299 m \| \| \| \| \| \| \| \| 3,326 \| Dąbrowa Górnicza Huta Katowice \| 299 m \| \| \| \| nach Dąbrowa Górnicza Ząbkowice \| \| \| \| \| \| \| \| \| 4,915 \| Abzweigstelle Babia Ława \| Abzweigstelle Babia Ława \| \| \| \| von Dąbrowa Górnicza Ząbkowice \| \| \| \| \| \| \| \| \| 6,511 \| Dąbrowa Górnicza Gołonóg (Golonog; früher Bahnhof) \| 278 m \| \| \| \| von Dąbrowa Górnicza Ząbkowice \| \| \| \| \| Abzweig Dąbrowa Górnicza Piekło \| 271 m \| \| \| \| nach Będzin Łagisza \| \| \| \| \| von Zagórze Dąbrowskie (Sosnowiec Zagórze) \| \| \| \| \| Dąbrowa Iwangorodzka \| \| \| \| \| \| \| \| \| 9,936 \| Dąbrowa Górnicza (Dabrowa Gornicza) \| 267 m \| \| \| \| \| \| \| \| \| Anschluss Kohlenbergwerk Paryż und Huta Bankowa \| \| \| \| \| nach Katowice \| \| |                      |                                                     |                                                 |
| Strecke |                      | von Dąbrowa Górnicza Wschodnia                      | von Dąbrowa Górnicza Wschodnia                  |
| Abzweig geradeaus und ehemals von rechts |                      | von Dąbrowa Górnicza Południowa                     | von Dąbrowa Górnicza Południowa                 |
| Bahnhof | 0,000                | Dąbrowa Górnicza Strzemieszyce (Strzemieszyce Nord) | 282 m                                           |
| Abzweig geradeaus und nach links |                      | nach Sosnowiec Dańdówka u. Sosnowiec Zagórze        | nach Sosnowiec Dańdówka u. Sosnowiec Zagórze    |
| Abzweig geradeaus und von rechts |                      | von Dąbrowa Górnicza Południowa                     | von Dąbrowa Górnicza Południowa                 |
| Blockstelle |                      | Abzweigstelle Dąbrowa Górnicza Huta Katowice        | 299 m                                           |
| Abzweig ehemals geradeaus und nach links · Strecke von rechts |                      |                                                     |                                                 |
| Haltepunkt / Haltestelle (Strecke außer Betrieb) · ehemaliger Haltepunkt / Haltestelle | 3,326                | Dąbrowa Górnicza Huta Katowice                      | 299 m                                           |
| Strecke (außer Betrieb) · Strecke nach links |                      | nach Dąbrowa Górnicza Ząbkowice                     | nach Dąbrowa Górnicza Ząbkowice                 |
| Strecke nach links (außer Betrieb) · Strecke von rechts (außer Betrieb) |                      |                                                     |                                                 |
| Blockstelle (Strecke außer Betrieb) | 4,915                | Abzweigstelle Babia Ława                            | Abzweigstelle Babia Ława                        |
| Strecke von links (außer Betrieb) · Kreuzung geradeaus oben (Querstrecke außer Betrieb) · Abzweig geradeaus und nach rechts (Strecke außer Betrieb) |                      | von Dąbrowa Górnicza Ząbkowice                      | von Dąbrowa Górnicza Ząbkowice                  |
| Abzweig geradeaus und von links (Strecke außer Betrieb) · Abzweig geradeaus und ehemals von rechts · Strecke (außer Betrieb) |                      |                                                     |                                                 |
| Strecke (außer Betrieb) · Haltepunkt / Haltestelle · Bahnhof (Strecke außer Betrieb) | 6,511                | Dąbrowa Górnicza Gołonóg (Golonog; früher Bahnhof)  | 278 m                                           |
| Abzweig ehemals geradeaus und von rechts · Strecke · Strecke (außer Betrieb) |                      | von Dąbrowa Górnicza Ząbkowice                      | von Dąbrowa Górnicza Ząbkowice                  |
| ehemalige Blockstelle · Strecke · Strecke (außer Betrieb) |                      | Abzweig Dąbrowa Górnicza Piekło                     | 271 m                                           |
| Strecke nach rechts · Strecke · Strecke (außer Betrieb) |                      | nach Będzin Łagisza                                 | nach Będzin Łagisza                             |
| Strecke · Abzweig geradeaus und von links (Strecke außer Betrieb) |                      | von Zagórze Dąbrowskie (Sosnowiec Zagórze)          | von Zagórze Dąbrowskie (Sosnowiec Zagórze)      |
| Strecke · Bahnhof (Strecke außer Betrieb) |                      | Dąbrowa Iwangorodzka                                | Dąbrowa Iwangorodzka                            |
| Abzweig geradeaus und nach links · Abzweig ehemals geradeaus und von rechts |                      |                                                     |                                                 |
| Bahnhof · ehemaliger Bahnhof | 9,936                | Dąbrowa Górnicza (Dabrowa Gornicza)                 | 267 m                                           |
| Abzweig geradeaus und ehemals von links · Abzweig geradeaus und ehemals nach rechts |                      |                                                     |                                                 |
| Strecke · Strecke nach links |                      | Anschluss Kohlenbergwerk Paryż und Huta Bankowa     | Anschluss Kohlenbergwerk Paryż und Huta Bankowa |
| Strecke |                      | nach Katowice                                       | nach Katowice                                   |

Die Bahnstrecke Dąbrowa Górnicza Strzemieszyce–Dąbrowa Górnicza ist eine teilweise stillgelegte Eisenbahnstrecke in der polnischen Woiwodschaft Schlesien.

## Verlauf und Zustand
Die Strecke beginnt im Bahnhof Dąbrowa Górnicza Strzemieszyce an der Bahnstrecke Tunel–Sosnowiec und verläuft nordwärts zur Abzweigstelle Dąbrowa Górnicza Huta Katowice an der Bahnstrecke Dąbrowa Górnicza Ząbkowice–Kraków, danach verlief sie nordwestwärts zur Abzweigstelle Babia Ława (km 4,915), bei dem eine Verbindungsstrecke zur Abzweigstelle Dąbrowa Górnicza Piekło an der Bahnstrecke Dąbrowa Górnicza Ząbkowice–Brzeziny Śląskie begann, nach einer Kurve verlief sie südwestwärts parallel zur Bahnstrecke Warszawa–Katowice zum Bahnhof Dąbrowa Górnicza (km 9,936), wo die Strecke endete. 
Die Strecke ist bzw. war durchgehend eingleisig und mit 3000 Volt Gleichspannung elektrifiziert, die Strecke ist jedoch hinter Dąbrowa Górnicza Huta Katowice stillgelegt. Auf dem anderen Abschnitt beträgt die Höchstgeschwindigkeit vierzig Kilometer pro Stunde.

## Geschichte
Die Strecke wurde am 26. Januar 1885 auf damals russischem Gebiet von der Iwangorod-Dombrower Eisenbahn eröffnet, nach dem Ersten Weltkrieg kam das Gebiet zu Polen und die Strecke zu den Polnischen Staatseisenbahnen. Nachdem sie nach der deutschen Besetzung 1939 von der Deutschen Reichsbahn betrieben worden war, ist die Strecke seit 1945 wieder polnisch, zum 30. Mai 1975 wurde sie elektrifiziert. Der Personenverkehr wurde 1993 eingestellt, der Teil zwischen Dąbrowa Górnicza Huta Katowice und Dąbrowa Górnicza 2000 stillgelegt.